# 西索格蒂斯 (紐約州)
西索格蒂斯（英語：West Saugerties）是位於美國紐約州阿爾斯特縣的非建制地區。

## 歷史
西索格蒂斯的郵局於1874年設立，其後於1906年停運。

## 地理
西索格蒂斯所處的海拔為高於海平面185米（即607英呎），而該地所採用的時區為UTC-5，即北美东部时区（EST）。同時該地設有夏令時間，為UTC-5調快一小時，即UTC-4（EDT）。